# Corvus DX4
El Corvus DX4 es un vehículo ligero agrícola, utilitario y militar todo terreno 4x4 transporte táctico español no blindado desarrollado por la empresa española de Murcia Corvus.

## Descripción
Llega al mercado en la década de 2020.
Está impulsado por Yanmar. El vehículo es transportable por aire. Este vehículo puede transportar hasta 400 kg de carga, incluidos 2 hombres con su tripulación completa.

## Características técnicas
- Peso: hasta 907kg de carga en remolque frenado, 400 en vehículo.
- Autonomía: 100 km, depósito de 40l.
- 3 cilindros[5]
- Velocidad: 60 km/h[6]
- Cilindrada: 993 cm², diésel[7]

## Usuarios

### Militar
Españadesde 2022 en servicio dentro de las fuerzas especiales para el Mando de Operaciones Especiales (España)

## Vehículos comparables
- Anexo:Materiales del Ejército de Tierra de España
- M274, plataforma motorizada en lugar de vehículo
- Fresia F18, plataforma motorizada en lugar de vehículo
- ARGO ATV vehículo todo terreno anfibio ligero.
- Haflinger (automóvil)

- Datos: Q123034804